# Statki typu Olympic

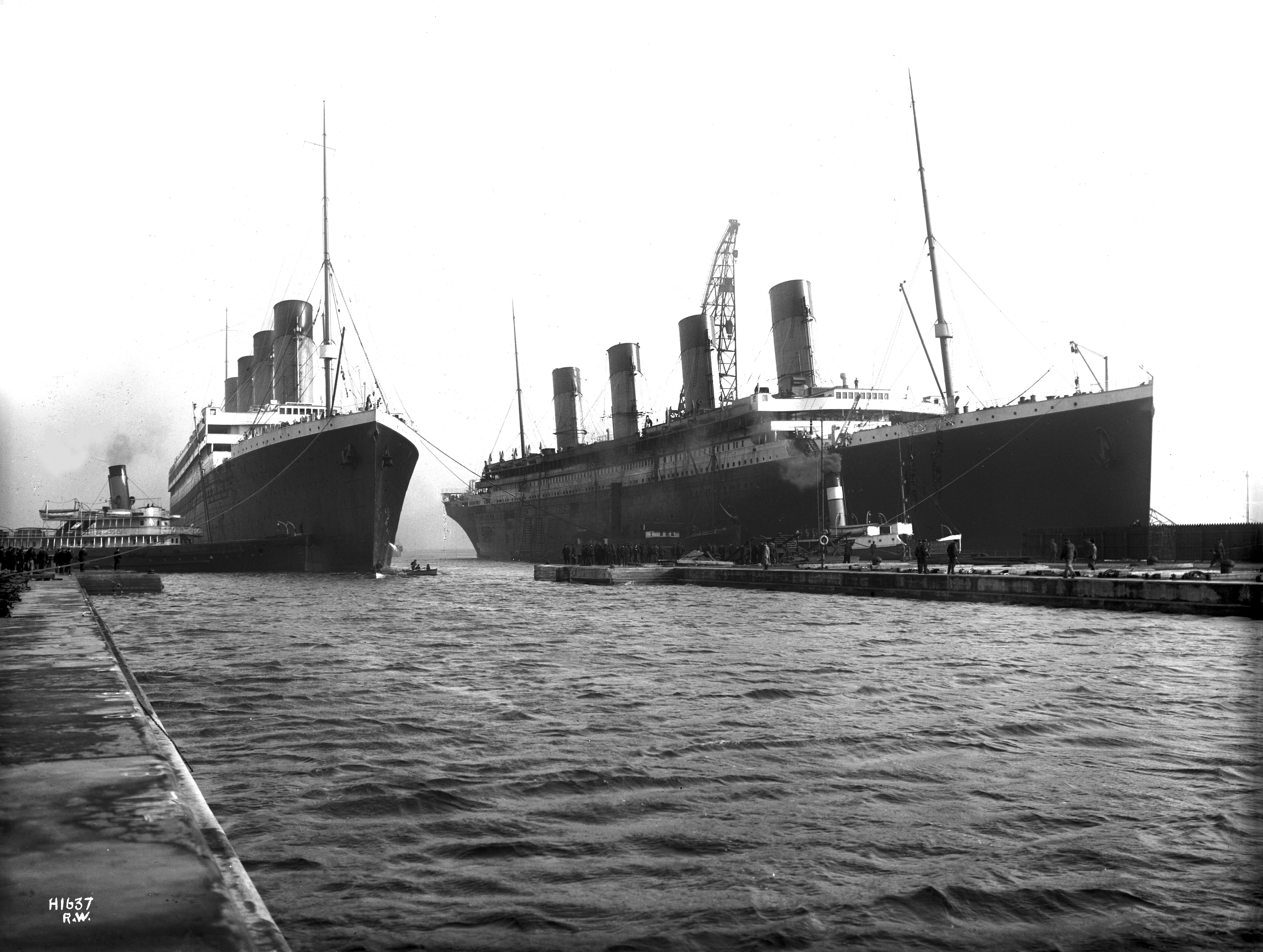
Olympic (po lewej) i Titanic w stoczni w Belfaście, 6 marca 1912

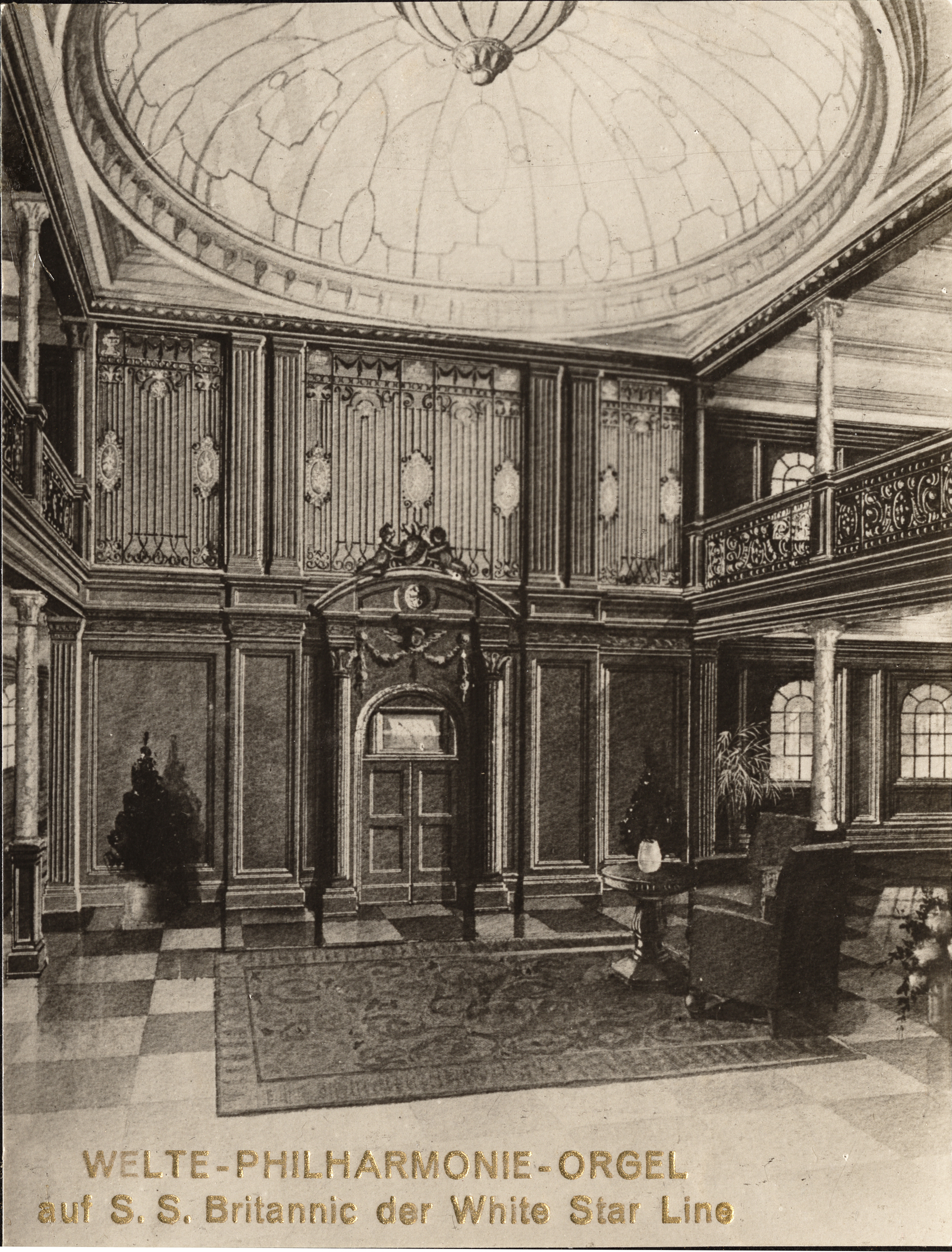
Organy na pokładzie Britannica

Statki typu Olympic – trio bliźniaczych liniowców parowych, jakie armator White Star Line zamówił w irlandzkiej stoczni Harland and Wolff w 1909 roku. Nazwa typu pochodzi od pierwszego statku – Olympica.

## Jednostki typu Olympic
W skład typu Olympic wchodziły trzy jednostki: Olympic – zwodowany w 1910, Titanic – zwodowany w 1911 oraz Britannic – zwodowany w 1914.
Nazwa trzeciego liniowca miała brzmieć początkowo Gigantic, jednak zmieniono ją po zatonięciu Titanica na mniej pretensjonalną. Z trzech statków tylko Olympic doczekał się długiej kariery na szlaku północnoatlantyckim, trwającej od 1911 z przerwami do 1934. Titanic zatonął po zderzeniu z górą lodową podczas swojego dziewiczego rejsu, 15 kwietnia 1912. Britannic po zwodowaniu został zarekwirowany i przekształcony w pływający szpital. Zatonął podczas jednego z wczesnych rejsów (21 listopada 1916), po wejściu na minę na Morzu Egejskim.

## Ogólna specyfikacja
Jednostki te były trójkominowymi parowcami (czwarte były atrapą)  o długości ok. 270 metrów, zdolnymi do rozwinięcia prędkości do 23 węzłów (44 km/h), napędzanymi trzema wysokimi na sześć metrów śrubami. Dwie boczne śruby napędzane były parowymi maszynami tłokowymi, natomiast środkowa śruba, pracująca tylko przy kursie naprzód, turbiną parową na parę odlotową z maszyn tłokowych. Było to przejściowe rozwiązanie (turbiny jako dające wyższe prędkości wypierały już maszyny tłokowe na statkach pasażerskich, gdzie prędkość miała duże znaczenie). Fakt, że jedna śruba pracowała tylko naprzód, zmniejszał manewrowość statków, co ujawniło się podczas katastrofy Titanica.
Każdy z trzech statków mógł zabrać na pokład ponad 2,5 tys. pasażerów wraz z załogą. Tonaż jednego statku wynosił około 45000 ton. Każdy następny był minimalnie większy od poprzedniego, w związku z czym Olympic i Titanic były kolejno największymi statkami świata (Britannic, zbudowany później, nie pobił już rekordu wielkości). Jednostki te cechowały się unikatowym systemem grodzi wodoszczelnych, które jednak, co wykazała katastrofa Titanica, nie sięgały wystarczająco wysoko: po katastrofie przebudowano zatem Olympica i odpowiednio przeprojektowano ostatni statek. Wyróżniały się też niebanalnym wyglądem. Olympic i Titanic były szczytem luksusu, przewyższając standardem zakwaterowania niejeden hotel na stałym lądzie. Całe trio miało być odpowiedzią linii White Star Line na luksusowe i szybkie parowce Cunard Line – Mauretanię i Lusitanię. Były największymi statkami, jakie zwodowała kiedykolwiek stocznia Harland and Wolff.